# دبه (غذاخوری)

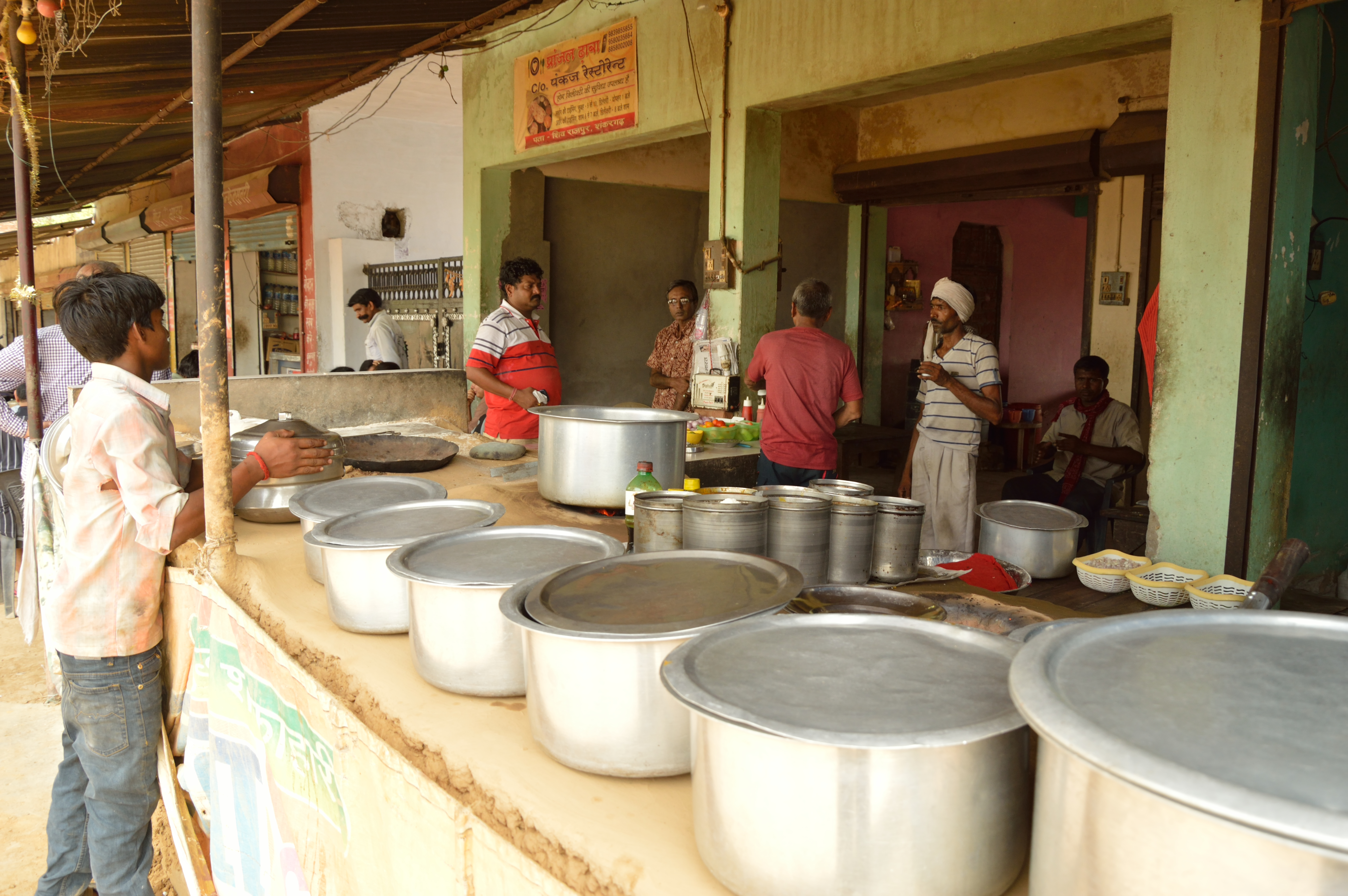
یک دبه در بزرگراه ملی ۷۶ در نزدیکی الله‌آباد، هند

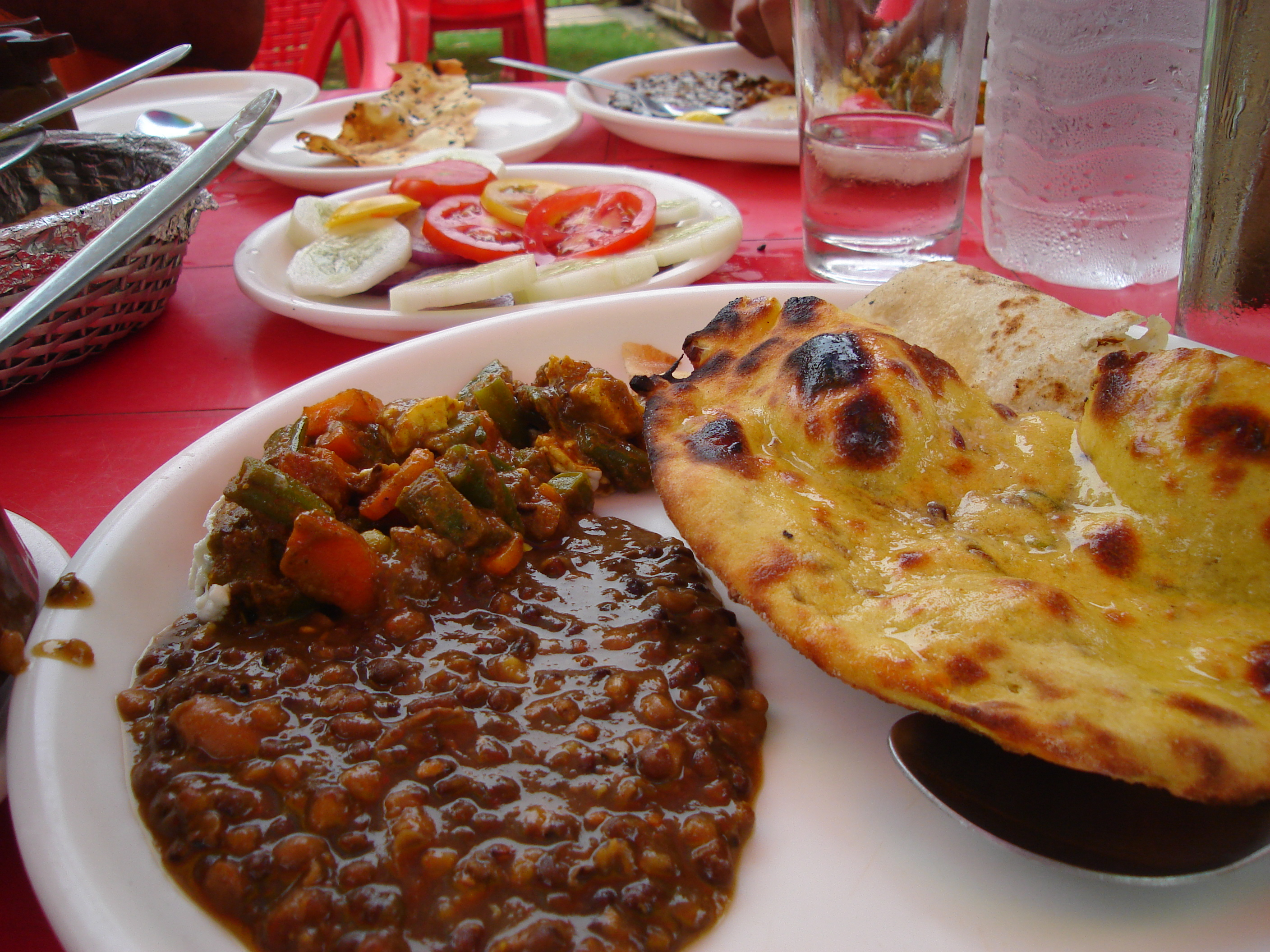
مواد غذایی در یک دبه محلی در پنجاب.

دبه یا دابا (بهانگلیسی: Dhaba؛ به هندی: ढाबा) نامی است که برای رستوران‌های کنار جاده‌ای در هند به کار می‌رود. دبه‌ها در بزرگراه‌ها واقع شده‌اند و به طور کلی با سرو غذاهای محلی نقش رستوران‌های کامیونی در آمریکا را ایفا می‌کنند. اغلب آنها در کنار پمپ بنزینها قرار دارند و بسیاری از آنها در ۲۴ ساعت شبانه روز باز هستند. از آنجایی که بسیاری از رانندگان کامیون‌ها در هند پنجابی هستند و غذاها و موسیقی پنجابی در سراسر هند بسیار محبوبند، اصطلاح «دبه» برای نشان دادن هر رستورانی که در آن غذاهای پنجابی به خصوص غذاهای به شدت ادویه‌دار و خوراک سرخ شده پنجابی که توسط بسیاری از رانندگان کامیون ترجیح داده می‌شود را سرو می‌کنند نیز گفته می‌شود.
این واژه برای نشان دادن آشپزی شبه قاره هند نیز بکار می‌رود به طوری که بسیاری از رستوران‌های هندی در اروپا و امریکا این واژه را به عنوان بخشی از نام خود دربردارند.
مواد غذایی دبه‌ها به طور معمول ارزان هستند و احساس غذای خانگی را القا می‌کنند.

## ریشه‌شناسی
گفته شده در ریشه‌شناسی عامیانه این واژه از ظرف یا جعبه نهار ظرف حمل ناهار مختصر آمده. 